# 24 Ore di Le Mans 1979
La 47ª edizione della 24 Ore di Le Mans si è svolta il 9 e 10 giugno 1979 sul Circuit de la Sarthe.
Questa gara è la 6ª manche del FIA World Challenge for Endurance Drivers e non faceva parte del Campionato Mondiale Marche 1979 (WSC - World Sportscar Championship).

## Contesto
L'assenza delle case ufficiali, che hanno scelto la Formula 1 come teatro dello scontro, fa sì che l'interesse per questa edizione sia inferiore agli anni passati.
Le Porsche sono le grandi favorite in quanto presenti in massa alla Sarthe: tra le sportprototipo due 936 ufficiali provenienti dal Museo Porsche, reduci da due vittorie e un secondo posto in tre partecipazioni e sponsorizzate dal gruppo petrolifero Essex e tra le derivate di serie uno stuolo di diciassette 935, affidate a team privati e divise tra Gruppo 5 e IMSA GTX.
L'iscrizione delle 936 è una decisione dell'ultimo momento e la Porsche si presenta a corto di preparazione, con i medesimi equipaggi dell'anno precedente e disputando solo la 6 Ore di Silverstone come prova generale, durante la quale saltano fuori problemi ai cerchi e agli pneumatici. Per ovviare ai guai patiti nel 1978, la trasmissione viene rinforzata.
Le avversarie della Porsche tra i prototipi consistevano principalmente di Mirage M10-Ford derivate dalla Gulf GR8 del 1975. La Ford France e un consorzio di concessionarie Ford francesi finanziarono l'ex Scuderia Wyer, ora di proprietà statunitense e per l'occasione le auto vennero dotate nuovamente di un motore Cosworth DFV V8 in luogo del Renault V6 turbocompresso impiegato dal team nel 1977 e 1978. Giocavano il ruolo di outsider le tre Rondeau M379, vetture realizzate dall'Automobiles Jean Rondeau e sostenute da una pletora di sponsor diversi. Spinta da un motore Cosworth DFV da 490 cv (460 cv in gara), la vettura pesava 740 kg, ed era 60 kg più leggera della M378 da cui derivava. Tra gli altri iscritti nel Gruppo 6 oltre due litri troviamo le giapponesi Dome Zero RL e le due De Cadenet-Lola LM, tutte mosse dal Cosworth DFV, mentre tra le GTP (Gran Turismo Prototipo) sono iscritte le Welter-Meunier P79, spinte da motori Peugeot V6 turbo.

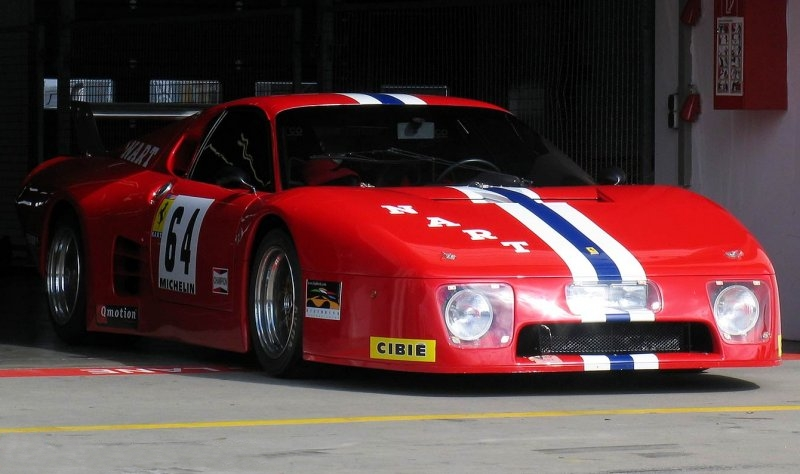
La Ferrari 512BB/LM del NART.

Tra le derivate di serie, cinque Ferrari 512BB/LM, tra cui quelle di Charles Pozzi/J.M.S. Racing e quelle del NART, una De Tomaso Pantera e una March-BMW M1 tentano di opporsi alle Porsche 935 dominatrici della scena. In particolare la March-BMW viene considerata non conforme al regolamento della classe IMSA GTX (in cui era iscritta) durante le verifiche tecniche: le viene concesso però di schierarsi tra gli sportprototipi "gruppo 6".
Completano lo schieramento le vetture del Gruppo 6 fino a 2 litri, rappresentate da varie Lola T296, T297 e T298, da Chevron B36 e da alcune Cheetah G601 e le vetture Granturismo del Gruppo 4, in prevalenza Porsche 934.
Il circuito viene modificato a causa della realizzazione du una nuova strada pubblica, la curva Tetre Rouge viene riprofilata. Il nuovo disegno la rende una veloce curva a doppio punto di corda, il che richiede anche la rimozione del secondo ponte Dunlop.

## Qualifiche
Alle qualifiche vengono ammesse 59 vetture per 55 posti in griglia e tra le vittime c'è proprio la March-BMW M1. La Pole position viene ottenuta da Bob Wollek sulla 936 in 3'30"07, seguito da Jacky Ickx sulla vettura gemella che scavalca la 935K3 del Kremer Racing, portata al terzo posto in griglia da Klaus Ludwig. La 935 del Gelo Racing Team completa la seconda fila nelle mani di Manfred Schurti e alle sue spalle la Mirage M10 di Schuppan/Jaussaud, la Rondeau M379 di Ragnotti/Darniche, l'altra 935K3, la Mirage M10 di Bell/Hobbs, la Rondeau M379 di Pescarolo/Beltoise, mentre la De Cadenet-Lola dello stesso Alan De Cadenet e François Migault completava la top ten.

## Gara

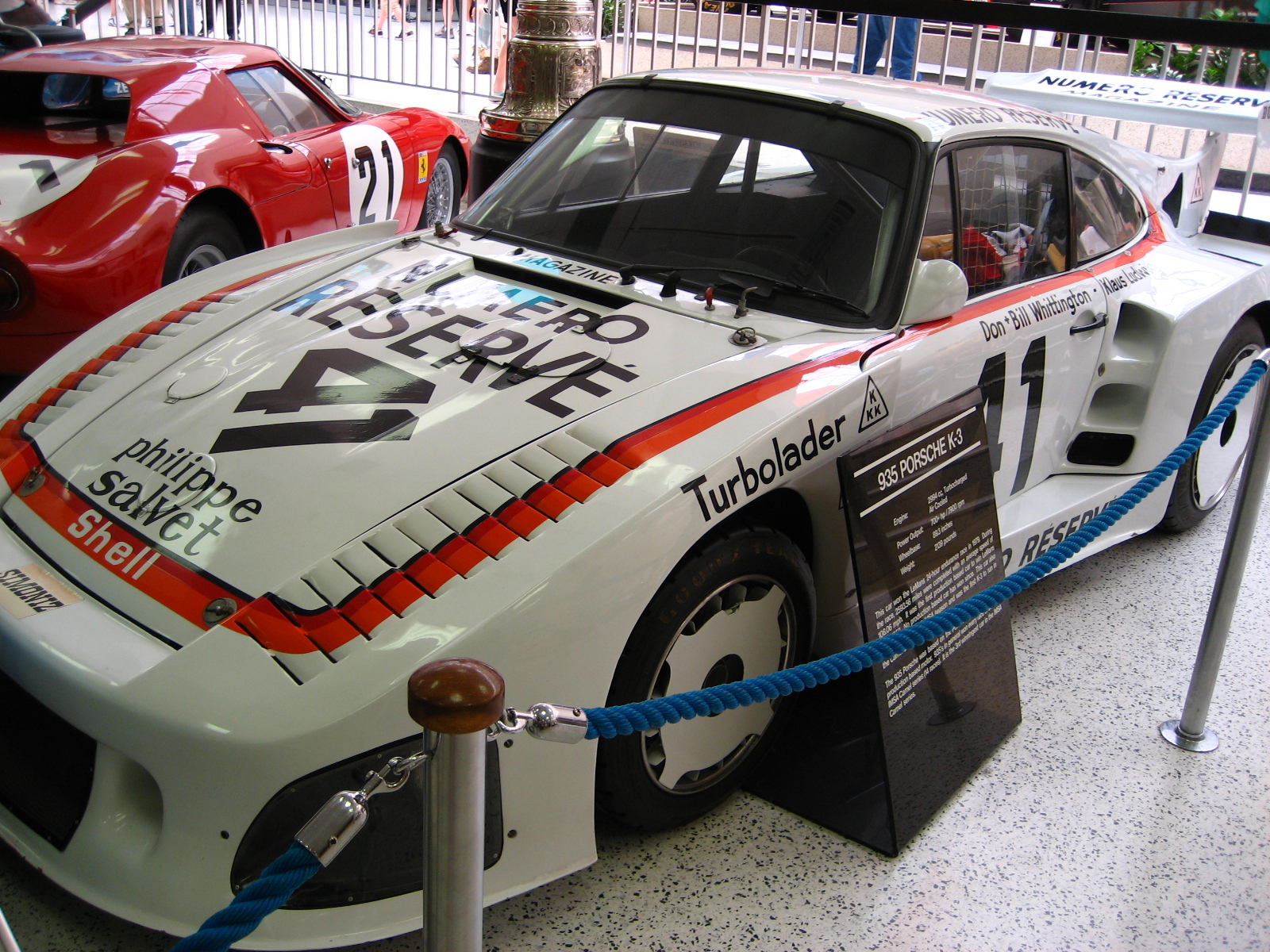
La Porsche 935K3 di Klaus Ludwig, Don Whittington e Bill Whittington

La gara parte alle 14 e Ickx e Wollek scattano davanti a Ludwig alle due Mirage, imponendo il loro ritmo serrato, ma gli imprevisti sono dietro l'angolo: dopo un'ora il belga si ferma per un cambio ruote non pianificato per i cerchi inadatti; alla terza ora l'alsaziano resta in riserva e ritorna al secondo posto, ma pochi minuti dopo, la vettura di testa, con Brian Redman alla guida, sbatte alla Curva Dunlop a causa una foratura con gravi danni e mezz'ora persa per rientrare ai box con il motore costretto a marciare quasi senza acqua di raffreddamento.  Inoltre  la 936 di Wollek/Haywood si ferma quattro volte ai box intorno alle 18.00 per riparare le pompe del carburante e perdendo mezz'ora e cedendo il comando della gara alla Mirage M10 di Derek Bell e David Hobbs.
Ma la vettura della Ford France, braccata da una muta di Porsche 935, non riesce a mantenere il comando per problemi di affidabilità: dapprima la sostituzione di un tubo di scarico le fa cedere la prima posizione, poi numerosi problemi alla trasmissione la mettono fuori gioco. Al comando passano quindi le 935 dei team Kremer e Loos, già protagonisti del campionato tedesco, che si scambiano le posizioni per tutta la notte, bagnata da un violento temporale dopo le 02:00. Ma le vetture di Georg Loos vanno incontro a problemi: Schurti/Heyer vengono attardati da una foratura e verso le 04:00 si ritirano col motore rotto, mentre l'auto di Fitzpatrick si danneggia nell'impatto con una lepre e dapprima emette fumo allo scarico, poi, verso le 05:00, il turbo esplode in maniera spettacolare davanti alla tribuna principale, dove i commissari intervengono con gli estintori in maniera persino eccessiva, danneggiando definitivamente il motore e impedendo così al team di rimettere in corsa la vettura. Il secondo posto viene ereditato dalla 935 "americana" di Barbour/Stommelen/Newman.
Durante la notte le due 936, lanciate all'inseguimento delle avversarie a suon di giri veloci, recuperano molte posizioni, portandosi a ridosso della testa della corsa, ma verso le 7 del mattino Jacky Ickx viene squalificato per aver ricevuto assistenza esterna. La cinghia di ricambio per la pompa dell'iniezione gli era stata recapitata,  mentre egli cercava di riparare l'auto ferma alla curva Mulsanne, da un meccanico Porsche venuto in suo aiuto a "gettargli" i pezzi di ricambio. Il gesto non ammesso da regolamento viene visto dai
commissari e la vettura squalificata. Da quel momento Ickx avrebbe rinforzato l'equipaggio Wollek/Haywood, che di lì a poco avrebbe scalzato la vettura di Dick Barbour dalla piazza d'onore, prima di ritirarsi alle 08:16 col motore sfiancato da una notte passata all'inseguimento in condizioni meteo avverse.
Il resto della gara trascorre sul filo della sfida tra le 935 di Kremer e Barbour, distanziate tra loro di 13 giri, ma altri eventi avrebbero fatto sussultare il pubblico: infatti a poche ore dalla fine della corsa la vettura di Kremer si ferma a bordo pista per un inconveniente tecnico al turbocompressore, Don Whittington scende per controllare il guasto e per raffreddare questo componente meccanico decise di urinarci sopra per poter effettuare una riparazione di fortuna e rientrare ai box dove la vettura viene definitivamente riparata.. Rolf Stommelen in rimonta vede una possibilità di vittoria,ma perde parecchi minuti ai box per un dado ruota bloccatosi durante il cambio gomme. Nel frattempo a mezzogiorno la 935 di Kremer rientra finalmente in pista e il suo vantaggio su quella di Barbour è ridotto a soli 3 giri, ma il destino avverso affligge quest'ultima a pochi minuti dalla fine, costretta dalla rottura di una guarnizione della testata ad attendere a bordo pista lo scoccare delle 24 Ore per poi trascinarsi sotto alla bandiera a scacchi.
La Porsche 935 del team Kremer, guidata dai fratelli Don e Bill Whittington e da Klaus Ludwig vinse la gara autorevolmente ma anche in modo rocambolesco, la scuderia tedesca riuscì a vincere Le Mans con la sua K3, una versione altamente evoluta della Porsche 935. L'attore Paul Newman finì al secondo posto con la 935 di Dick Barbour, il team che aveva ottenuto la vittoria alla 12 Ore di Sebring di pochi mesi prima: gli ultimi minuti di trepidante attesa non erano bastati all'equipaggio tutto francese Ferrier/Servanin/Trisconi sull'altra vettura del Kremer Racing per erodere il vantaggio accumulato dalla vettura del team statunitense.

## Classifica finale
| Pos    | Classe    | N° | Squadra                                                 | Piloti                                                       | Vettura                            | giri |
| Pos    | Classe    | N° | Squadra                                                 | Piloti                                                       | Motore                             | giri |
| ------ | --------- | -- | ------------------------------------------------------- | ------------------------------------------------------------ | ---------------------------------- | ---- |
| 1      | Gr.5 +2.0 | 41 | Porsche Kremer Racing                                   | Klaus Ludwig Don Whittington Bill Whittington                | Porsche 935 K3                     | 307  |
| 1      | Gr.5 +2.0 | 41 | Porsche Kremer Racing                                   | Klaus Ludwig Don Whittington Bill Whittington                | Porsche Type-935 3.0L Turbo Flat-6 | 307  |
| 2      | IMSA +2.5 | 70 | Dick Barbour Racing                                     | Rolf Stommelen Paul Newman Dick Barbour                      | Porsche 935/77A                    | 299  |
| 2      | IMSA +2.5 | 70 | Dick Barbour Racing                                     | Rolf Stommelen Paul Newman Dick Barbour                      | Porsche Type-935 3.0L Turbo Flat-6 | 299  |
| 3      | Gr.5 +2.0 | 40 | Porsche Kremer Racing                                   | Laurent Ferrier François Servanin François Trisconi          | Porsche 935/77A                    | 297  |
| 3      | Gr.5 +2.0 | 40 | Porsche Kremer Racing                                   | Laurent Ferrier François Servanin François Trisconi          | Porsche Type-935 3.0L Turbo Flat-6 | 297  |
| 4      | GT +3.0   | 82 | Lubrifilm Racing Team                                   | Herbert Müller Angelo Pallavicini Marco Vanoli               | Porsche 934                        | 296  |
| 4      | GT +3.0   | 82 | Lubrifilm Racing Team                                   | Herbert Müller Angelo Pallavicini Marco Vanoli               | Porsche 3.0L Turbo Flat-6          | 296  |
| 5      | S +2.0    | 5  | VSD Canon Jean Rondeau                                  | Jean Ragnotti Bernard Darniche                               | Rondeau M379                       | 292  |
| 5      | S +2.0    | 5  | VSD Canon Jean Rondeau                                  | Jean Ragnotti Bernard Darniche                               | Ford Cosworth DFV 3.0L V8          | 292  |
| 6      | IMSA +2.5 | 76 | Hervé Poulain                                           | Manfred Winkelhock Marcel Mignot Hervé Poulain               | BMW M1                             | 288  |
| 6      | IMSA +2.5 | 76 | Hervé Poulain                                           | Manfred Winkelhock Marcel Mignot Hervé Poulain               | BMW M88 3.5L I6                    | 288  |
| 7      | Gr.5 +2.0 | 42 | Sekurit Racing Autohaus Max Moritz GmbH                 | Edgar Dören Dieter Schornstein Götz von Tschirnhaus          | Porsche 935/77A                    | 283  |
| 7      | Gr.5 +2.0 | 42 | Sekurit Racing Autohaus Max Moritz GmbH                 | Edgar Dören Dieter Schornstein Götz von Tschirnhaus          | Porsche Type-935 3.0L Turbo Flat-6 | 283  |
| 8      | IMSA +2.5 | 72 | Dick Barbour Racing                                     | Edwin Abate Bob Garretson Skeeter McKitterick                | Porsche 935/78                     | 283  |
| 8      | IMSA +2.5 | 72 | Dick Barbour Racing                                     | Edwin Abate Bob Garretson Skeeter McKitterick                | Porsche Type-935 3.0L Turbo Flat-6 | 283  |
| 9      | IMSA +2.5 | 73 | Wynn's International Dick Barbour Racing                | Robert Kirby Bob Harmon John Hotchkis                        | Porsche 935/78                     | 280  |
| 9      | IMSA +2.5 | 73 | Wynn's International Dick Barbour Racing                | Robert Kirby Bob Harmon John Hotchkis                        | Porsche Type-935 3.0L Turbo Flat-6 | 280  |
| 10     | S +2.0    | 4  | ITT Oceanic Jean Rondeau                                | Henri Pescarolo Jean-Pierre Beltoise                         | Rondeau M379                       | 279  |
| 10     | S +2.0    | 4  | ITT Oceanic Jean Rondeau                                | Henri Pescarolo Jean-Pierre Beltoise                         | Ford Cosworth DFV 3.0L V8          | 279  |
| 11     | Gr.5 +2.0 | 43 | Claude Haldi                                            | Claude Haldi Herbert Loewe Rodrigo Terran                    | Porsche 935                        | 275  |
| 11     | Gr.5 +2.0 | 43 | Claude Haldi                                            | Claude Haldi Herbert Loewe Rodrigo Terran                    | Porsche Type-935 3.0L Turbo Flat-6 | 275  |
| 12     | IMSA +2.5 | 61 | "Beurlys"                                               | Nick Faure Steve O'Rourke Bernard de Dryver Jean Blaton      | Ferrari 512BB/LM                   | 274  |
| 12     | IMSA +2.5 | 61 | "Beurlys"                                               | Nick Faure Steve O'Rourke Bernard de Dryver Jean Blaton      | Ferrari 4.9L Flat-12               | 274  |
| 13     | Gr.5 +2.0 | 45 | Porsche Kremer Racing                                   | Axel Plankenhorn Philippe Gurdjian "John Winter"             | Porsche 935 K3                     | 273  |
| 13     | Gr.5 +2.0 | 45 | Porsche Kremer Racing                                   | Axel Plankenhorn Philippe Gurdjian "John Winter"             | Porsche Type-935 3.0L Turbo Flat-6 | 273  |
| 14     | GTP +3.0  | 52 | WM A.E.R.E.M.                                           | Jean-Daniel Raulet Marcel Mamers Serge Saulnier              | WM P79                             | 272  |
| 14     | GTP +3.0  | 52 | WM A.E.R.E.M.                                           | Jean-Daniel Raulet Marcel Mamers Serge Saulnier              | Peugeot PRV 2.7L Turbo V6          | 272  |
| 15     | Gr.5 +2.0 | 39 | ASA Cachia                                              | Jacques Guérin "Chanaud" Frédéric Alliot                     | Porsche 935                        | 268  |
| 15     | Gr.5 +2.0 | 39 | ASA Cachia                                              | Jacques Guérin "Chanaud" Frédéric Alliot                     | Porsche Type-935 3.0L Turbo Flat-6 | 268  |
| 16     | GT +3.0   | 86 | Kores Racing                                            | Georges Bourdillat Pascal Ennequin Alain-Michel Bernhard     | Porsche 934                        | 265  |
| 16     | GT +3.0   | 86 | Kores Racing                                            | Georges Bourdillat Pascal Ennequin Alain-Michel Bernhard     | Porsche 3.0L Turbo Flat-6          | 265  |
| 17     | S 2.0     | 29 | Mogil Motors Ltd.                                       | Robin Smith Tony Charnell Richard Jones                      | Chevron B36                        | 265  |
| 17     | S 2.0     | 29 | Mogil Motors Ltd.                                       | Robin Smith Tony Charnell Richard Jones                      | Ford Cosworth BDG 2.0L I4          | 265  |
| 18     | S 2.0     | 24 | Dorset Racing Associates                                | Brian Joscelyne Tony Birchenhough Richard Jenvey Nick Mason  | Lola T297                          | 260  |
| 18     | S 2.0     | 24 | Dorset Racing Associates                                | Brian Joscelyne Tony Birchenhough Richard Jenvey Nick Mason  | Ford Cosworth BDX 2.0L I4          | 260  |
| 19     | GT +3.0   | 84 | Anne-Charlotte Verney                                   | Anne-Charlotte Verney Patrick Bardinon René Metge            | Porsche 934                        | 251  |
| 19     | GT +3.0   | 84 | Anne-Charlotte Verney                                   | Anne-Charlotte Verney Patrick Bardinon René Metge            | Porsche 3.0L Turbo Flat-6          | 251  |
| 20     | S +2.0    | 15 | Fisons Agricole - Simon Phillips                        | Martin Raymond Simon Phillips Ray Mallock                    | De Cadenet-Lola T380               | 250  |
| 20     | S +2.0    | 15 | Fisons Agricole - Simon Phillips                        | Martin Raymond Simon Phillips Ray Mallock                    | Ford Cosworth DFV 3.0L V8          | 250  |
| 21     | S 2.0     | 20 | Lambretta S.A.F.D.                                      | Pierre Yver Max Cohen-Olivar Michel Elkoubi                  | Lola T298                          | 248  |
| 21     | S 2.0     | 20 | Lambretta S.A.F.D.                                      | Pierre Yver Max Cohen-Olivar Michel Elkoubi                  | BMW M12 2.0L I4                    | 248  |
| 22     | S 2.0     | 28 | Racing Organisation Course (ROC)                        | Bernard Verdier Albert Dufréne Noël del Bello                | Chevron B36                        | 239  |
| 22     | S 2.0     | 28 | Racing Organisation Course (ROC)                        | Bernard Verdier Albert Dufréne Noël del Bello                | ROC-Chrysler 2.0L I4               | 239  |
| 23 NC  | S 2.0     | 26 | Racing Organisation Course (ROC)                        | Michel Dubois Pierre-François Rousselot Marc Menant          | Chevron B36                        | 133  |
| 23 NC  | S 2.0     | 26 | Racing Organisation Course (ROC)                        | Michel Dubois Pierre-François Rousselot Marc Menant          | ROC-Chrysler 2.0L I4               | 133  |
| 24 NC  | S +2.0    | 10 | Grand Touring Cars Ltd. Ford Concessionaires France     | Vern Schuppan Jean-Pierre Jaussaud David Hobbs               | Mirage M10                         | 121  |
| 24 NC  | S +2.0    | 10 | Grand Touring Cars Ltd. Ford Concessionaires France     | Vern Schuppan Jean-Pierre Jaussaud David Hobbs               | Ford Cosworth DFV 3.0L V8          | 121  |
| 25 NC  | Gr.5 +2.0 | 35 | Carlo Pietromarchi                                      | Gianfranco Brancatelli Carlo Pietromarchi Maurizio Micangeli | De Tomaso Pantera                  | 108  |
| 25 NC  | Gr.5 +2.0 | 35 | Carlo Pietromarchi                                      | Gianfranco Brancatelli Carlo Pietromarchi Maurizio Micangeli | Ford 351 5.8L V8                   | 108  |
| 26 DNF | S +2.0    | 11 | Grand Touring Cars Inc. Ford Concessionaires France     | Derek Bell David Hobbs Vern Schuppan                         | Mirage M10                         | 262  |
| 26 DNF | S +2.0    | 11 | Grand Touring Cars Inc. Ford Concessionaires France     | Derek Bell David Hobbs Vern Schuppan                         | Ford Cosworth DFV 3.0L V8          | 262  |
| 27 DNF | IMSA +2.5 | 62 | JMS Racing / Charles Pozzi                              | Jean-Claude Andruet Spartaco Dini                            | Ferrari 512BB/LM                   | 240  |
| 27 DNF | IMSA +2.5 | 62 | JMS Racing / Charles Pozzi                              | Jean-Claude Andruet Spartaco Dini                            | Ferrari 4.9L Flat-12               | 240  |
| 28 DNF | S +2.0    | 14 | Essex Motorsport Porsche                                | Bob Wollek Hurley Haywood                                    | Porsche 936                        | 236  |
| 28 DNF | S +2.0    | 14 | Essex Motorsport Porsche                                | Bob Wollek Hurley Haywood                                    | Porsche Type-935 2.1L Turbo Flat-6 | 236  |
| 29 DNF | IMSA +2.5 | 63 | JMS Racing / Charles Pozzi                              | Michel Leclère Claude Ballot-Léna Peter Gregg                | Ferrari 512BB/LM                   | 219  |
| 29 DNF | IMSA +2.5 | 63 | JMS Racing / Charles Pozzi                              | Michel Leclère Claude Ballot-Léna Peter Gregg                | Ferrari 4.9L Flat-12               | 219  |
| 30 DNF | GTP 3.0   | 55 | Merlin Plage Jean Rondeau                               | Jean Rondeau Jacky Haran                                     | Rondeau M379                       | 207  |
| 30 DNF | GTP 3.0   | 55 | Merlin Plage Jean Rondeau                               | Jean Rondeau Jacky Haran                                     | Ford Cosworth DFV 3.0L V8          | 207  |
| 31 DNF | Gr.5 +2.5 | 36 | Gelo Racing Sportswear Intl.                            | Manfred Schurti Hans Heyer                                   | Porsche 935                        | 201  |
| 31 DNF | Gr.5 +2.5 | 36 | Gelo Racing Sportswear Intl.                            | Manfred Schurti Hans Heyer                                   | Porsche Type-935 3.0L Turbo Flat-6 | 201  |
| 32 DNF | S +2.0    | 12 | Essex Motorsport Porsche                                | Jacky Ickx Brian Redman Jürgen Barth                         | Porsche 936                        | 200  |
| 32 DNF | S +2.0    | 12 | Essex Motorsport Porsche                                | Jacky Ickx Brian Redman Jürgen Barth                         | Porsche Type-935 2.1L Turbo Flat-6 | 200  |
| 33 DNF | Gr.5 +2.5 | 37 | Gelo Racing Sportswear Intl.                            | John Fitzpatrick Harald Grohs Jean-Louis Lafosse             | Porsche 935                        | 196  |
| 33 DNF | Gr.5 +2.5 | 37 | Gelo Racing Sportswear Intl.                            | John Fitzpatrick Harald Grohs Jean-Louis Lafosse             | Porsche Type-935 3.0L Turbo Flat-6 | 196  |
| 34 DNF | S 2.0     | 25 | Jean-Marie Lemerle                                      | Alain Levié Jean-Pierre Malcher Jean-Marie Lemerle           | Lola T298                          | 189  |
| 34 DNF | S 2.0     | 25 | Jean-Marie Lemerle                                      | Alain Levié Jean-Pierre Malcher Jean-Marie Lemerle           | ROC-Chrysler 2.0L I4               | 189  |
| 35 DNF | S 2.0     | 33 | Chevalley Racing Switzerland Racing Organisation Course | Marcel Tarres Alain Dechelette Charles Dechelette            | Chevron B36                        | 187  |
| 35 DNF | S 2.0     | 33 | Chevalley Racing Switzerland Racing Organisation Course | Marcel Tarres Alain Dechelette Charles Dechelette            | ROC-Chrysler 2.0L I4               | 187  |
| 36 DNF | S 2.0     | 31 | Kores Racing - France Chauffage                         | Michel Lateste Dominique Lacaud Christian Heinkélé           | Lola T297                          | 182  |
| 36 DNF | S 2.0     | 31 | Kores Racing - France Chauffage                         | Michel Lateste Dominique Lacaud Christian Heinkélé           | BMW M12 2.0L I4                    | 182  |
| 37 DNF | GT +3.0   | 87 | Christian Bussi                                         | Christian Bussi Bernard Salam                                | Porsche 934                        | 182  |
| 37 DNF | GT +3.0   | 87 | Christian Bussi                                         | Christian Bussi Bernard Salam                                | Porsche 3.0L Turbo Flat-6          | 182  |
| 38 DNF | GTP +3.0  | 51 | WM A.E.R.E.M.                                           | Roger Dorchy Denis Morin                                     | WM P79                             | 157  |
| 38 DNF | GTP +3.0  | 51 | WM A.E.R.E.M.                                           | Roger Dorchy Denis Morin                                     | Peugeot PRV 2.7L Turbo V6          | 157  |
| 39 DNF | IMSA +2.5 | 68 | Interscope Racing                                       | Ted Field Milt Minter John Morton                            | Porsche 935                        | 154  |
| 39 DNF | IMSA +2.5 | 68 | Interscope Racing                                       | Ted Field Milt Minter John Morton                            | Porsche Type-935 3.0L Turbo Flat-6 | 154  |
| 40 DNF | S +2.0    | 3  | J.C. Racing Ltd.                                        | John Cooper Peter Lovett John Morrison                       | De Cadenet-Lola T380               | 146  |
| 40 DNF | S +2.0    | 3  | J.C. Racing Ltd.                                        | John Cooper Peter Lovett John Morrison                       | Ford Cosworth DFV 3.0L V8          | 146  |
| 41 DNF | S 2.0     | 23 | Pronuptia                                               | Bruno Sotty Gérard Cuynet Marc Frischknecht                  | Lola T296                          | 134  |
| 41 DNF | S 2.0     | 23 | Pronuptia                                               | Bruno Sotty Gérard Cuynet Marc Frischknecht                  | Ford Cosworth BDG 2.0L I4          | 134  |
| 42 DNF | S 2.0     | 32 | BP Racing / Hubert Striebig                             | Alain Cudini Hubert Striebig Hughes Kirschoffer              | Toj SC206                          | 121  |
| 42 DNF | S 2.0     | 32 | BP Racing / Hubert Striebig                             | Alain Cudini Hubert Striebig Hughes Kirschoffer              | BMW M12 2.0L I4                    | 121  |
| 43 DNF | S 2.0     | 27 | Racing Organisation Course (ROC)                        | Marc Sourd Florian Vetsch Robert Carmillet                   | Chevron B36                        | 92   |
| 43 DNF | S 2.0     | 27 | Racing Organisation Course (ROC)                        | Marc Sourd Florian Vetsch Robert Carmillet                   | ROC-Chrysler 2.0L I4               | 92   |
| 44 DNF | S 2.0     | 17 | Cheetah Racing Cars                                     | Sandro Plastina Philippe Roux Mario Luini                    | Cheetah G601                       | 87   |
| 44 DNF | S 2.0     | 17 | Cheetah Racing Cars                                     | Sandro Plastina Philippe Roux Mario Luini                    | BMW M12 2.0L I4                    | 87   |
| 45 DNF | GTP +3.0  | 53 | WM A.E.R.E.M.                                           | Michel Pignard Jacques Coulon Serge Saulnier                 | WM P79                             | 87   |
| 45 DNF | GTP +3.0  | 53 | WM A.E.R.E.M.                                           | Michel Pignard Jacques Coulon Serge Saulnier                 | Peugeot PRV 2.7L Turbo V6          | 87   |
| 46 DNF | S 2.0     | 18 | Daniel Brillat Écurie Cedac Suisse                      | Daniel Brillat Jean-Pierre Aeschlimann                       | Cheetah G601                       | 80   |
| 46 DNF | S 2.0     | 18 | Daniel Brillat Écurie Cedac Suisse                      | Daniel Brillat Jean-Pierre Aeschlimann                       | ROC-Chrysler 2.0L I4               | 80   |
| 47 DNF | IMSA +2.5 | 71 | Dick Barbour Racing                                     | Bob Akin Roy Woods Rob McFarland                             | Porsche 935                        | 78   |
| 47 DNF | IMSA +2.5 | 71 | Dick Barbour Racing                                     | Bob Akin Roy Woods Rob McFarland                             | Porsche Type-935 3.0L Turbo Flat-6 | 78   |
| 48 DNF | S 2.0     | 22 | Georges Morand                                          | Eric Vuagnat Daniel Laurent Jacques Boillat                  | Lola T296                          | 76   |
| 48 DNF | S 2.0     | 22 | Georges Morand                                          | Eric Vuagnat Daniel Laurent Jacques Boillat                  | Ford Cosworth BDG 2.0L I4          | 76   |
| 49 DNF | IMSA +2.5 | 74 | Jean-Pierre Jarier                                      | Jean-Pierre Jarier Randy Townsend Raymond Touroul            | Porsche 935                        | 65   |
| 49 DNF | IMSA +2.5 | 74 | Jean-Pierre Jarier                                      | Jean-Pierre Jarier Randy Townsend Raymond Touroul            | Porsche Type-935 2.9L Turbo Flat-6 | 65   |
| 50 DNF | S +2.0    | 1  | Chevalley Racing Switzerland                            | Xavier Lapeyre André Chevalley Patrick Perrier               | Lola T286                          | 59   |
| 50 DNF | S +2.0    | 1  | Chevalley Racing Switzerland                            | Xavier Lapeyre André Chevalley Patrick Perrier               | Ford Cosworth DFV 3.0L V8          | 59   |
| 51 DNF | IMSA +2.5 | 64 | North American Racing Team                              | Jean-Pierre Delaunay Cyril Grandet Preston Henn              | Ferrari 512BB/LM                   | 54   |
| 51 DNF | IMSA +2.5 | 64 | North American Racing Team                              | Jean-Pierre Delaunay Cyril Grandet Preston Henn              | Ferrari 4.9L Flat-12               | 54   |
| 52 DNF | S +2.0    | 6  | Dome Co. Ltd.                                           | Chris Craft Gordon Spice Tony Trimmer                        | Dome Zero RL                       | 40   |
| 52 DNF | S +2.0    | 6  | Dome Co. Ltd.                                           | Chris Craft Gordon Spice Tony Trimmer                        | Ford Cosworth DFV 3.0L V8          | 40   |
| 53 DNF | S +2.0    | 7  | Dome Co. Ltd.                                           | Bob Evans Tony Trimmer                                       | Dome Zero RL                       | 25   |
| 53 DNF | S +2.0    | 7  | Dome Co. Ltd.                                           | Bob Evans Tony Trimmer                                       | Ford Cosworth DFV 3.0L V8          | 25   |
| 54 DNF | GTP +3.0  | 50 | Robin Hamilton                                          | Robin Hamilton Mike Salmon Dave Preece                       | Aston Martin DBS V8                | 21   |
| 54 DNF | GTP +3.0  | 50 | Robin Hamilton                                          | Robin Hamilton Mike Salmon Dave Preece                       | Aston Martin 5.3L Turbo V8         | 21   |
| 55 DNF | S +2.0    | 8  | Alain de Cadenet                                        | François Migault Alain de Cadenet                            | De Cadenet-Lola T380               | 10   |
| 55 DNF | S +2.0    | 8  | Alain de Cadenet                                        | François Migault Alain de Cadenet                            | Ford Cosworth DFV 3.0L V8          | 10   |

## Statistiche
- Pole Position - #14 Essex Motorsport Porsche - 3:30.07
- Giro più veloce - #12 Essex Motorsport Porsche - 3:36.10
- Distanza - 4173.930 km
- Velocità media - 173.913 km/h